# Geologisch monument Zandsteenblokken

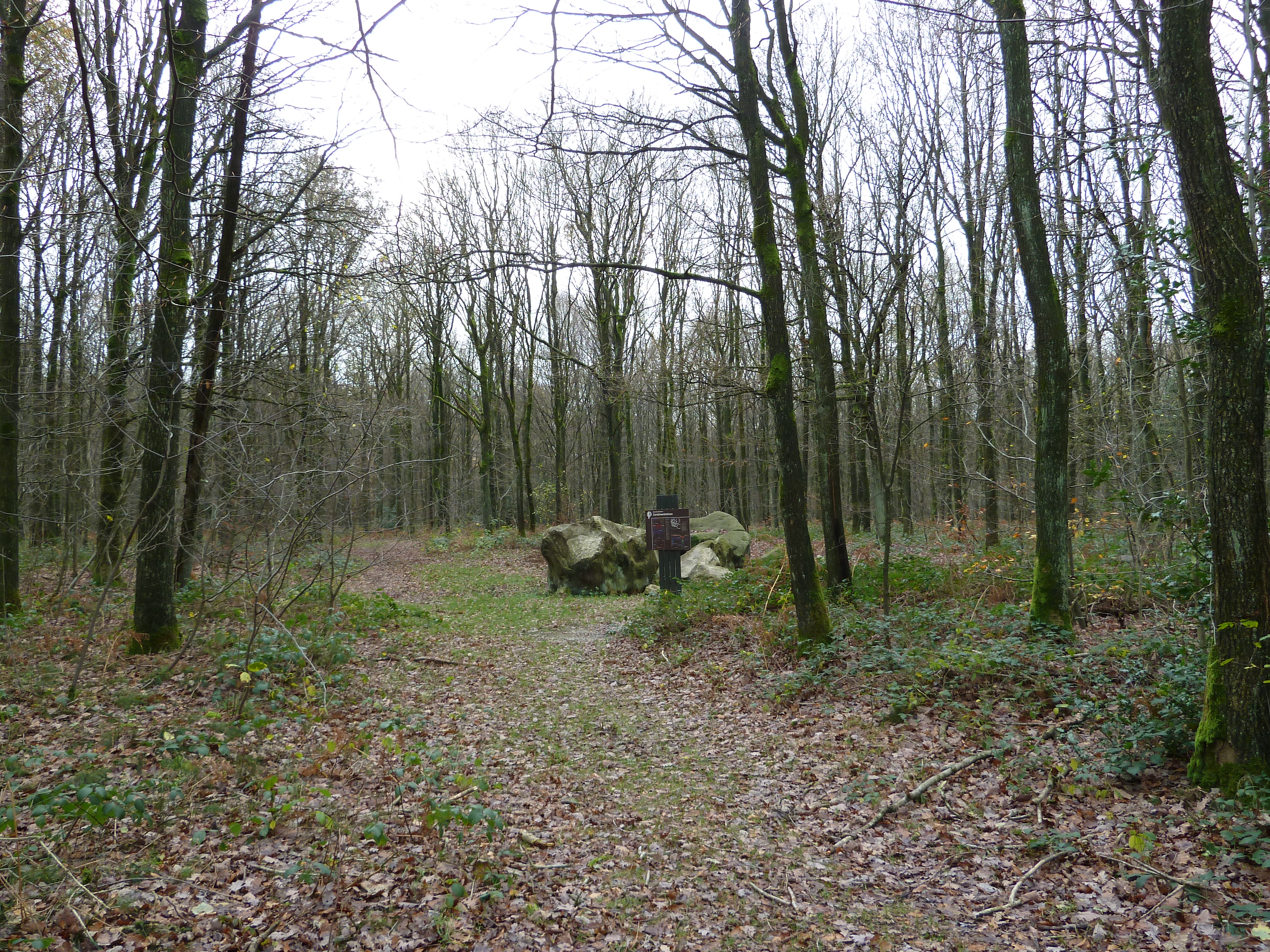
Geologisch monument Zandsteenblokken

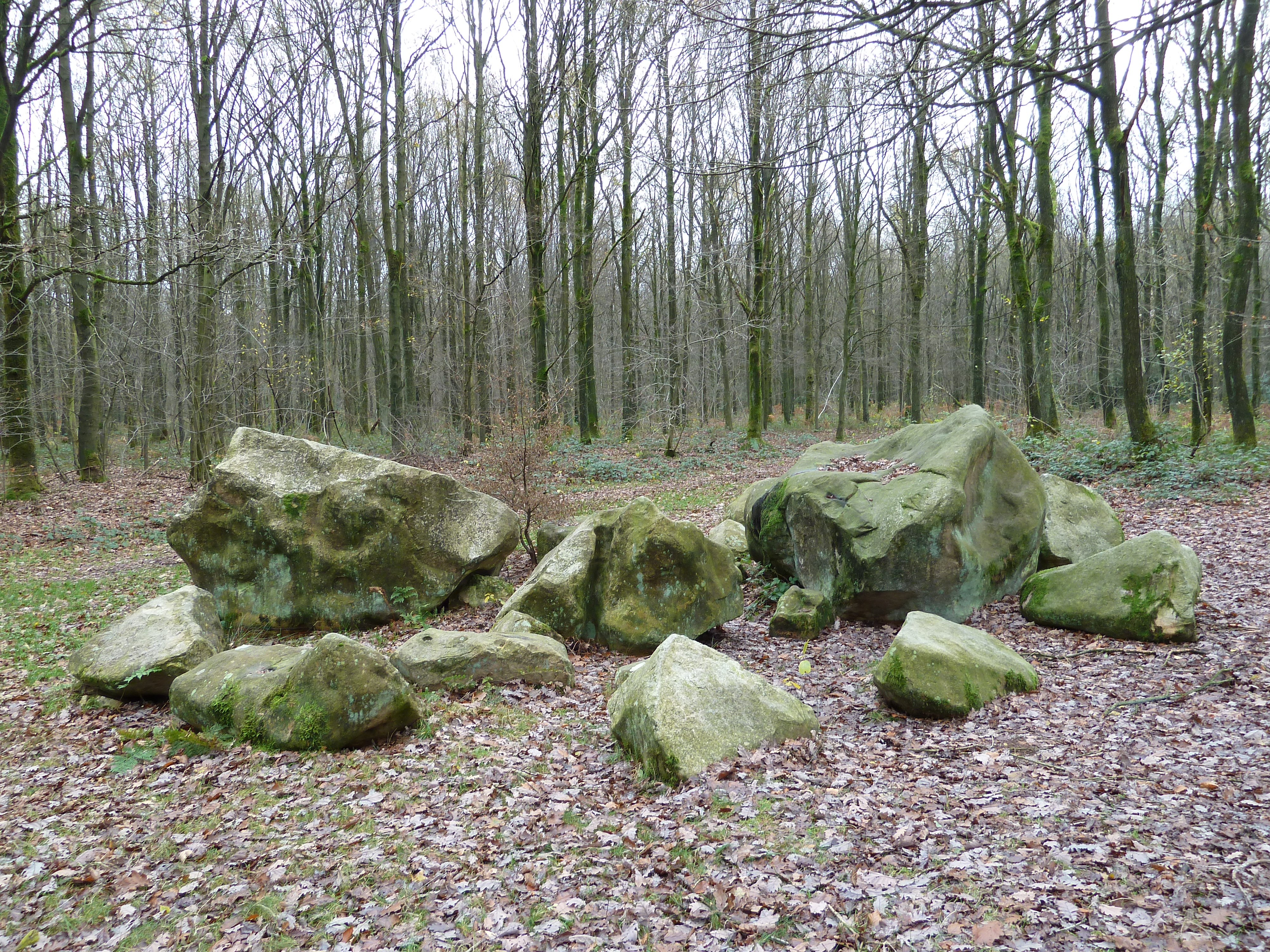

Het Geologisch monument Zandsteenblokken is een geologisch monument in de gemeente Vaals in Nederlands Zuid-Limburg. Het monument ligt in het zuidwesten van het Vijlenerbos op het Plateau van Vijlen. Het ligt bij de plek Zevenwegen, een karakteristieke plek van het Vijlenerbos. Vlak bij het monument ligt ook de splitsing van de Eperbaan met de Zevenwegenweg en het Saivekruutske.
In de buurt ligt ook het geologisch monument Groeve Zeven Wegen en een doline.

## Geologie
In het Tertiair (40-12 miljoen jaar geleden) was het gebied van Zuid-Limburg voor een bepaalde tijd overstroomd, waarbij er toen klei en zand afgezet werden. Ongeveer 12 miljoen jaar geleden trok de zee zich terug naar het westen. Tevens werd toen het gebied van Zuid-Limburg en de Ardennen opgeheven en begon hier de Oostmaas te stromen waarbij er fluviatiele erosie plaatsvond, waarbij veel zand en klei werden afgevoerd door de rivier. In het (sub)tropische klimaat van die tijd werd er kiezelzuur opgelost, waardoor zandkorrels en stenen aan elkaar werden geklit onder invloed van kwartscement. Hierdoor ontstonden er zandsteenblokken  met vaak grillige vormen. In de tijd die volgde werd het losse zand door erosie weggespoeld, terwijl de aaneengeklitte blokken zandsteen achterbleven.
In de bodemlaag vlak onder het oppervlak bevindt zich een vuursteeneluvium dat ontstaan is door wegspoeling van de aanwezige kalksteen (Formatie van Gulpen), waarbij de niet-oplosbare delen uit de kalksteenlagen, zoals vuursteen, leem en zand, achterbleven. Ook in deze laag vuursteeneluvium vond verklitting plaats, waarbij brokken vuursteen aan elkaar werden verklit en er vuursteenbreksies ontstonden.
Door de eeuwen heen hebben inwoners van omliggende dorpen de blokken in verschillende stukken kapotgeslagen en gebruikt als bouwsteen. Andere blokken vonden dan weer een plek als ornament op pleinen van dorpen.
De steenblokken van het monument zijn verspreid in de omgeving gevonden en door Staatsbosbeheer hier samengebracht.
Oplossing van de kalksteen in de bodem vindt lokaal nog steeds plaats en veroorzaakt schotelvormige inzinkingen in het landschap, de zogenaamde dolines.